# Eriocraniella
Eriocraniella är ett släkte av fjärilar. Eriocraniella ingår i familjen purpurmalar.
Kladogram enligt Catalogue of Life:
| Eriocraniella | \| \| Eriocraniella aurosparsella \| \| \| \| \| \| Eriocraniella falcata \| \| \| \| \| \| Eriocraniella longifurcula \| \| \| \| \| \| Eriocraniella platyptera \| \| \| \| \| \| Eriocraniella trigona \| \| \| \| \| \| Eriocraniella variegata \| \| \| \| \| \| Eriocraniella xanthocara \| \| \| \| |
|               | \| \| Eriocraniella aurosparsella \| \| \| \| \| \| Eriocraniella falcata \| \| \| \| \| \| Eriocraniella longifurcula \| \| \| \| \| \| Eriocraniella platyptera \| \| \| \| \| \| Eriocraniella trigona \| \| \| \| \| \| Eriocraniella variegata \| \| \| \| \| \| Eriocraniella xanthocara \| \| \| \| |
|               | Catolbistis |
|               | |
|               | Dyseriocrania |
|               | |
|               | Electrocrania |
|               | |
|               | Eriocrania |
|               | |
|               | Eriocranites |
|               | |
|               | Heringocrania |
|               | |
|               | Issikiocrania |
|               | |
|               | Neocrania |
|               | |
|               | Eriocraniella aurosparsella |
|               | |
|               | Eriocraniella falcata |
|               | |
|               | Eriocraniella longifurcula |
|               | |
|               | Eriocraniella platyptera |
|               | |
|               | Eriocraniella trigona |
|               | |
|               | Eriocraniella variegata |
|               | |
|               | Eriocraniella xanthocara |
|               | |

|  | Eriocraniella aurosparsella |
|  |                             |
|  | Eriocraniella falcata       |
|  |                             |
|  | Eriocraniella longifurcula  |
|  |                             |
|  | Eriocraniella platyptera    |
|  |                             |
|  | Eriocraniella trigona       |
|  |                             |
|  | Eriocraniella variegata     |
|  |                             |
|  | Eriocraniella xanthocara    |
|  |                             |